# San Juan de Yapacaní
San Juan de Yapacaní – miasto w Boliwii, w departamencie Santa Cruz, w prowincji Ichilo.